# Pokój w Budziszynie

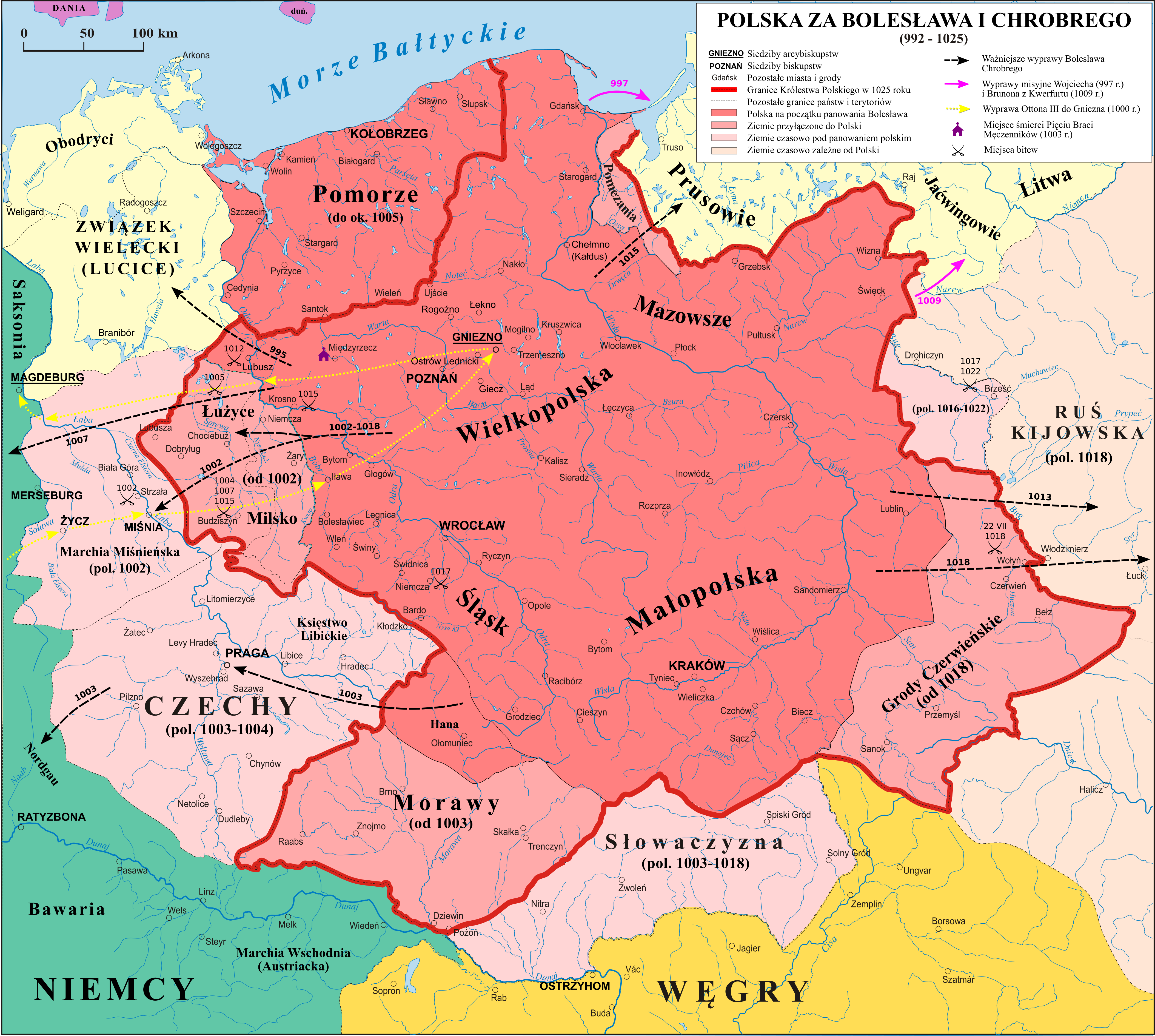
Polska za Bolesława Chrobrego

Pokój w Budziszynie (niem. Frieden von Bautzen, dolnołuż. Budyšyński měr) – polsko-niemiecki traktat pokojowy zawarty między Bolesławem I Chrobrym a cesarzem Henrykiem II, podpisany 30 stycznia 1018 w Budziszynie.
Na jego mocy została zakończona wojna toczona od 1015, a jednocześnie cały cykl prowadzonych od 1002 wojen o Czechy i Łużyce. Przy Polsce pozostały niezależne od cesarza Łużyce, Milsko i Morawy, Bolesław uzyskał też posiłki zbrojne na wyprawę kijowską, mającą na celu osadzenie na tronie kijowskim zięcia Bolesława – Świętopełka I Przeklętego.
Ponadto traktat utwierdzono małżeństwem Bolesława z Odą, córką Ekkeharda I, siostrą Hermana I, margrabiów Miśni.